# Saperavi
Le saperavi (en géorgien : საფერავი) est un cépage géorgien, qui produit du vin rouge.

## Origine
Il est originaire de la vallée Alazani dans la région de Kakhétie dans l'est de la Géorgie. La vallée Alazani se situe entre les montagnes du Grand Caucase. 

## Ampélographie

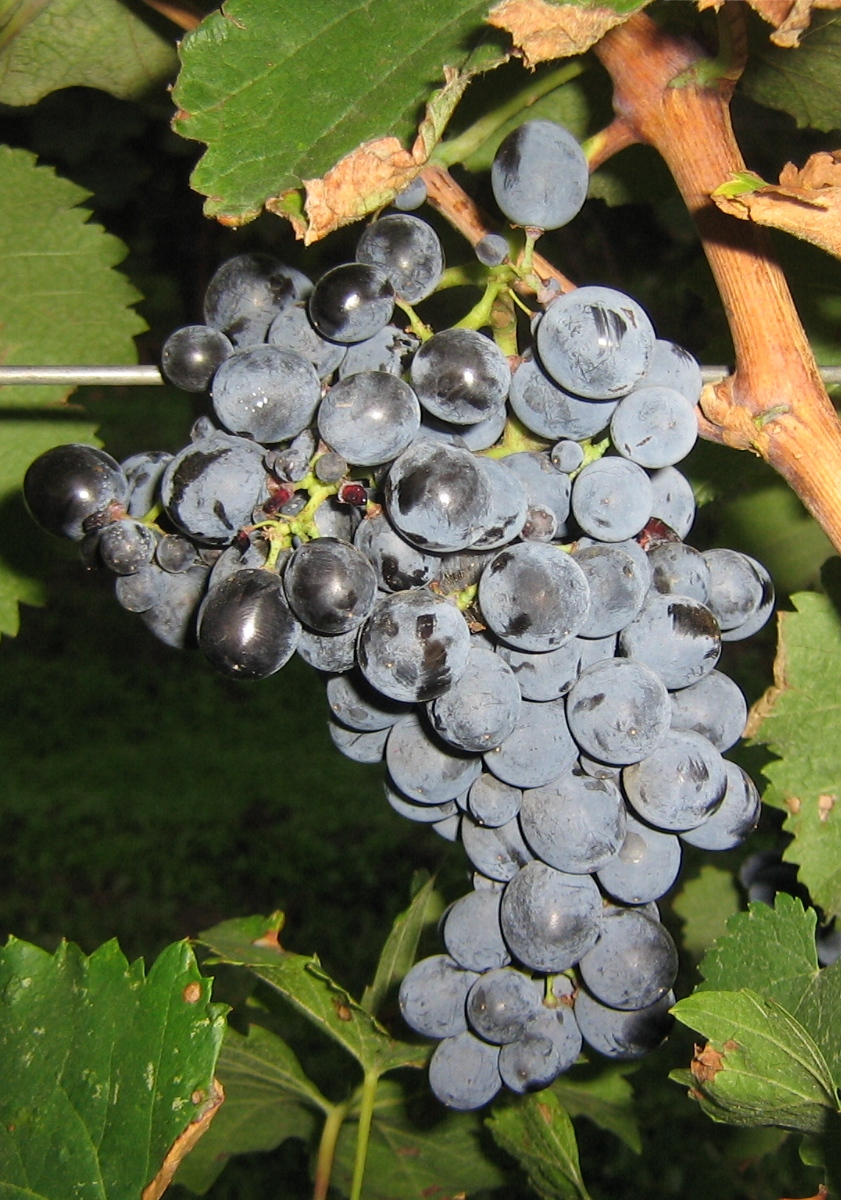
Grappe de Saperavi.

Le raisin de couleurs vives et riches en acides à chair rouge est un cépage teinturier. De maturation tardive, à faible rendement, cette variété est très résistante à l'oïdium et au mildiou, ainsi qu'au gel. Il est donc bien adapté pour la culture dans les régions froides d'hiver. Les vins rouges peuvent vieillir plus de 30 ans. Ce cépage est également souvent utilisé comme raisin de table.

## Diffusion
On le retrouve en Arménie, Azerbaïdjan, Moldavie, Tadjikistan, Turkménistan, Ouzbékistan, Kirghizistan et au Kazakhstan, ainsi dans certains pays d'Europe orientale (Bulgarie, Roumanie), aux USA et au Canada.  Dans ces régions viticoles, par croisement, il a donné les variétés Martali Saperavi, Tchwili Saperavi, Mamali Saperwi, Dedali Saperavi, Saperavi Budetschuri, Magaratchsky Bastardo, Roubinovy Magaratcha et Saperavi Severnyi.

## Synonymes
Il est aussi appelé Didi Saperavi, Patara Saperavi, Saperaibi, Saperave Moklemtewana, Sapervi, Saperavi Budesuri Seburi, Saperavi Didtana Kwaviliani, Saperavi Martwalmitweni, Saperavi Nischwilmari Twala, Sapewi, Sapiramica Major Sapperawi, Scaperawi et Scoperawi.